# 红旗镇 (沙雅县)
红旗镇，是中华人民共和国新疆维吾尔自治区阿克苏地区沙雅县下辖的一个乡镇级行政单位。

## 行政区划
红旗镇下辖以下地区：
栏杆村、依力尕尔村、巴扎村、多勒昆村、央买力村、巴格宛村、古再勒村、萨依库都克村、塔里克阔坦村、克孜勒萨村、包尔海村、布依提村、阿合拜勒村、喀什托格拉克村、奥依鲁克村、阿合瓦西村、塔勒克村、也克先拜巴扎村和塔里克努尔村。

## 历史
1958年由于养蚕成绩突出，沙雅县麻扎区被评为全国农业社会主义建设先进单位，沙力汗作为先进单位的代表于1958年12月赴北京参加表彰大会。周恩来总理问沙力汗来自哪里，沙力汗说来自新疆沙雅县麻扎区。周恩来总理又问“麻扎”是什么意思，答曰“坟墓”之意。周恩来总理说，“坟墓”不好听嘛，你们是全国农业社会主义建设先进单位，是一面旗帜，是红旗生产合作社，就改为“红旗人民公社”吧。会上，沙力汗领取了由周总理签发的奖给新疆维吾尔自治区沙雅县红旗人民公社的国务院奖状，并为她个人颁发了银质奖章。因此而得名。